# Parlamentswahl in Ungarn 2018
- MSZP: 20
- Együtt: 1
- Unabh.: 1
- DK: 9
- LMP: 8
- LdU: 1
- Fidesz: 133
- Jobbik: 26

Am 8. April 2018 fand die Parlamentswahl in Ungarn 2018 statt. Sie endete mit einem deutlichen Wahlsieg der regierenden Fidesz von Ministerpräsident Viktor Orbán, die im Bündnis mit der KDNP knapp eine Zweidrittelmehrheit im ungarischen Parlament erreichte.

## Wahlsystem
Die 199 Mitglieder des ungarischen Parlaments werden in einer Mischung aus Mehrheitswahl und Verhältniswahl gewählt:
Sitzverteilung im Wahlkreis:
In jedem der 106 Wahlkreise erhält der Kandidat mit den meisten Stimmen ein Direktmandat; er wird dessen Abgeordneter.
Sitzverteilung nach Listen:
93 Abgeordnete werden nach dem D’Hondt-Verfahren proportional verteilt.
Parteien müssen mindestens fünf Prozent aller Listenstimmen erhalten, um an der Sitzverteilung teilzunehmen. Handelt es sich um eine gemeinsame Liste zweier Parteien, beträgt die Sperrklausel zehn Prozent, bei einer gemeinsamen Liste von drei oder mehr Parteien 15 %. Zu den Listenstimmen der Partei werden die Stimmen ihrer erfolglosen Wahlkreiskandidaten addiert. Hat ein Kandidat einen Wahlkreis gewonnen, wird sein Stimmenvorsprung vor dem Zweitplatzierten (vermindert um eins) zu den Listenstimmen seiner Partei addiert.
Die Legislaturperiode dauert vier Jahre (→ Verfassung Ungarns#Parlament und Gesetzgebungsverfahren).

## Teilnehmende Parteien
Die folgenden Parteien sind im Parlament vertreten oder werden in Umfragen aufgeführt und nahmen an der Wahl teil:
| Partei | Partei                                                                         | Parteivorsitz      | Politische Ausrichtung                                                                                                | Europäische Partei/Fraktion |
| ------ | ------------------------------------------------------------------------------ | ------------------ | --- | --------------------------- |
| Logo   | Fidesz – Magyar Polgári Szövetség (Fidesz) Fidesz – Ungarischer Bürgerbund     | Viktor Orbán       | Nationalkonservatismus, weiche EU-Skepsis, Christdemokratie, Rechtspopulismus, Nationalismus, Wirtschaftsliberalismus | EVP (suspendiert)           |
|        | Magyar Szocialista Párt (MSZP) Ungarische Sozialistische Partei                | Gyula Molnár       | Sozialdemokratie, Linksliberalismus                                                                                   | SPE                         |
|        | Jobbik Magyarországért Mozgalom (Jobbik) Bewegung für ein besseres Ungarn      | Gábor Vona         | Rechtsextremismus, EU-Skepsis, Irredentismus, völkischer Nationalismus                                                | AENM                        |
| Logo   | Lehet Más a Politika (LMP) Die Politik kann anders sein                        | Bernadett Szél     | Grüne Politik, Zentrismus                                                                                             | EGP                         |
| Logo   | Együtt – A Korszakváltók Pártja (Együtt) Gemeinsam – Partei für eine neue Ära  | Viktor Szigetvári  | Sozialdemokratie, Linksliberalismus, Pro-EU                                                                           |                             |
|        | Demokratikus Koalíció (DK) Demokratische Koalition                             | Ferenc Gyurcsány   | Linksliberalismus, Pro-EU                                                                                             | S&D                         |
| Logo   | Párbeszéd Magyarországért (PM) Dialog für Ungarn                               | Gergely Karácsony  | Grüne Politik, Linksliberalismus, Feminismus                                                                          | Grüne/EFA                   |
| Logo   | Magyar Liberális Párt (MLP) Ungarische Liberale Partei                         | Gábor Fodor        | Liberalismus, Europäischer Föderalismus                                                                               | ALDE                        |
|        | Magyar Kétfarkú Kutya Párt (MKKP) Ungarische Partei des zweischwänzigen Hundes | Gergely Kovács     | Satirepolitik |                             |
|        | Momentum Mozgalom (MM) Momentum Bewegung                                       | András Fekete-Győr | Liberalismus, Pro-EU                                                                                                  |                             |

Es nahmen 13 Minderheitenlisten an der Wahl teil, darunter die der Landesselbstverwaltung der Ungarndeutschen.

## Umfragen
Sämtliche Meinungsforschungsinstitute sagten vor der Wahl einen Wahlsieg von Fidesz voraus.

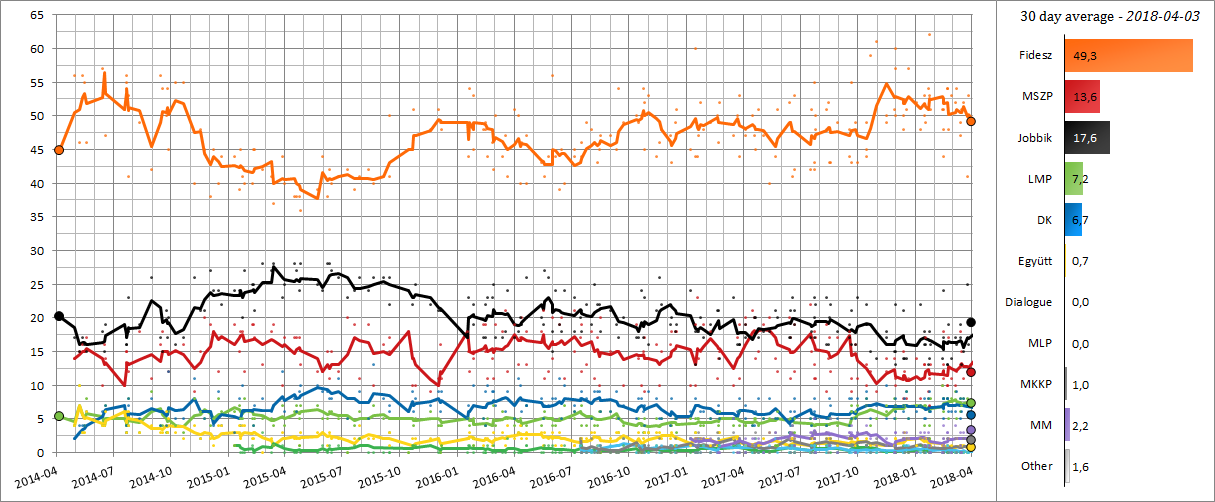
Umfragen von April 2014 bis April 2018.

## Ergebnis
|                                            | Wahlkreisstimmen | Wahlkreisstimmen | Wahlkreisstimmen | Wahlkreisstimmen | Listenstimmen | Listenstimmen | Listenstimmen | Sitze | Sitze |
| Stimmen                                    | %                | Kandi- daten     | Direkt- mandate  | Stimmen          | %             | Sitze         | Zahl          | %     |       |
| ------------------------------------------ | ---------------- | ---------------- | ---------------- | ---------------- | ------------- | ------------- | ------------- | ----- | ----- |
| Wahlberechtigte                            | 7.933.815        |                  |                  |                  | 8.312.173     |               |               |       |       |
| Abgegebene Stimmen                         | 5.564.410        | 70,14            | 5.791.868        | 69,68            |               |               |               |       |       |
| Gültige Stimmen                            | 5.504.453        | 98,92            | 5.732.283        | 98,97            |               |               |               |       |       |
|                                            |                  |                  |                  |                  |               |               |               |       |       |
| Fidesz-KDNP                                | 2.636.201        | 47,89            | 106              | 91               | 2.824.551     | 49,27         | 42            | 133   | 66,8  |
| Jobbik                                     | 1.276.840        | 23,20            | 106              | 1                | 1.092.806     | 19,06         | 25            | 26    | 13,1  |
| MSZP-PM                                    | 622.458          | 11,31            | 55               | 8                | 682.701       | 11,91         | 12            | 20    | 10,1  |
| DK                                         | 348.176          | 6,33             | 43               | 3                | 308.161       | 5,38          | 6             | 9     | 4,5   |
| LMP                                        | 312.731          | 5,68             | 100              | 1                | 404.429       | 7,06          | 7             | 8     | 4,0   |
| Együtt                                     | 58.591           | 1,06             | 30               | 1                | 37.562        | 0,66          | 0             | 1     | 0,5   |
| Momentum                                   | 75.033           | 1,36             | 83               | 0                | 175.229       | 3,06          | 0             | 0     | 0,0   |
| MKKP                                       | 39.763           | 0,72             | 39               | 0                | 99.414        | 1,73          | 0             | 0     | 0,0   |
| Munkáspárt                                 | 13.613           | 0,25             | 57               | 0                | 15.640        | 0,27          | 0             | 0     | 0,0   |
| Sonstige Parteien (alle <0,2 %)            | 65.517           | 1,19             | 891              | 0                | 54.258        | 0,95          | 0             | 0     | 0,0   |
| Einzelbewerber                             | 55.612           | 1,01             | 37               | 1                | –             | –             | –             | 1     | 0,5   |
| Landesselbstverwaltung der Ungarndeutschen | –                | –                | –                | –                | 26.477        | 0,46          | 1             | 1     | 0,5   |
| Sonstige Minderheitenlisten                | –                | –                | –                | –                | 11.055        | 0,19          | 0             | 0     | 0,0   |
| Gesamt                                     | 5.504.453        |                  | 1547             | 106              | 5.732.283     |               | 93            | 199   | 100   |
| Quelle: Wahlbehörde Ungarns                |                  |                  |                  |                  |               |               |               |       |       |

Gewonnene Wahlkreise (kleine Karte: Budapest):

Die Zahl der Wahlberechtigten und Stimmen ist bei der Listenwahl größer, da Auslandsungarn nur eine Listenstimme haben. Die rund 225.000 Briefwahlstimmen der Auslandsungarn (überwiegend aus Rumänien) gingen zu 96,2 % an Fidesz-KDNP.

## Reaktionen
In Reaktion auf den Fidesz-Wahlsieg erklärte Gábor Vona, Parteivorsitzender von Jobbik, seinen Rücktritt vom Parteiamt. Die gesamte Führungsmannschaft der Sozialisten tat ein Gleiches.
Die internationalen Reaktionen fielen gemischt aus. Verschiedene Politiker gratulierten Viktor Orbán zu seinem Wahlsieg, darunter in Deutschland Bundeskanzlerin Angela Merkel, die ein Gratulationsschreiben sandte, und Bundesinnenminister Horst Seehofer, in Österreich Bundeskanzler Sebastian Kurz und Vizekanzler Heinz-Christian Strache. Auf EU-Ebene gratulierten Kommissionspräsident Jean-Claude Juncker und Ratspräsident Donald Tusk. Äußerungen der Genugtuung und Gratulationen kamen von verschiedenen Politikern aus dem rechten oder rechtspopulistischen Spektrum, so von Marine Le Pen, Geert Wilders, Beatrix von Storch, Johann Gudenus, Matteo Salvini, Alexander Gauland, Alice Weidel und Nigel Farage. Die polnische PIS-Regierung unter Premier Mateusz Morawiecki gratulierte Orbán und Europaminister Konrad Szymański nannte den Sieg Orbáns eine Bestätigung der „Emanzipationspolitik Osteuropas in der EU“.
Kritisch zur Wahl und zum Wahlausgang äußerten sich Wahlbeobachter der Organisation für Sicherheit und Zusammenarbeit in Europa (OSZE), die zwar konzedierten, dass die Wahl ohne Verfahrensfehler abgelaufen sei, dass aber der Spielraum für „echte politische Debatten“ vor der Wahl durch eine „einschüchternde und fremdenfeindliche Rhetorik, voreingenommene Medien und undurchsichtige Wahlkampffinanzierung“ eingeschränkt gewesen sei. Vielfach kritisiert wurde auch die Kampagne, die Fidesz gegen den ungarisch-amerikanischen Milliardär George Soros geführt hatte, und die deutlich antisemitische Stereotype bemüht habe. Luxemburgs Außenminister Jean Asselborn forderte, dass sich die EU gegen Viktor Orbáns Logik der „Wertezersetzung und Angstmacherei“ stemmen müsse.